# Röd temynta
Röd temynta (Monarda didyma) är en aromatisk ört i familjen familjen kransblommiga växter och är trots namnet och likheten inte en mynta. Ett av växtens engelska namn är bergamot, men växten är inte heller släkt med  citrusfrukten bergamott, trots dess likheter i smak och lukt.
I Sverige odlas temynta som trädgårdsväxt där den utgör en härdig perenn i stora delar av landet, inte minst i skyddade och väldränerade lägen. Temyntans blommor är fulla av nektar och lockar till sig pollinerare såsom humlor och fjärilar från juli till september.

## Ursprung
Växten förekommer naturligt i östra Nordamerika och har ett utbredningsområde mellan Maine i öst, Ontario och Minnesota i väst och norra Georgia i syd.

## Användning
Lukten och smaken hos temynta påminner om den hos citrusfrukten bergamott, som används för att smaksätta tesorten Earl Grey. Temynta odlas för utseendet på dess blommor och som nyttoväxt, då bladen kan användas för att göra te med smak av bergamott.
Inom nordamerikansk folkmedicin, bland annat hos indianstammen Blackfoot, har växtens antiseptiska egenskaper tagits tillvara på olika sätt. Bladen hos temynta innehåller tymol, som är den aktiva substansen i många moderna munvatten.